# Crash (1978)
Crash (även känd som The Crash of Flight 401) är en amerikansk TV-film från 1978 i regi av Barry Shear. Filmen är baserad på Rob och Sarah Elders bok med samma namn från 1977. I huvudrollerna ses William Shatner, Eddie Albert, Adrienne Barbeau och Brooke Bundy. Filmen handlar om då  Eastern Air Lines Flight 401 kraschade i Everglades, nära Miami, den 29 december 1972 och 101 människor förolyckades. Carl Tobias från National Transportation Safety Board kallas in för att utreda orsaken bakom kraschen.

## Rollista i urval
- William Shatner - Carl Tobias
- Eddie Albert - kapten Dunn
- Adrienne Barbeau - Veronica Daniels
- Brooke Bundy - Camille Lawrence
- Christopher Connelly - Mike Tagliarino
- Lorraine Gary - Emily Mulwray
- Ron Glass - Jerry Grant
- Sharon Gless - Lesley Fuller
- Joyce Jameson - Sophie Cross
- George Maharis - Evan Walsh
- Ed Nelson - Philip Mulwray
- Gerald S. O'Loughlin - Larry Cross
- Joe Silver - Alvin Jessop
- Lane Smith - flygingenjör Dominic Romano
- Laraine Stephens - Ginny Duffy
- Richard Yniguez - Osario